# منطقه بیاویستوک
منطقه بیاویستوک (به آلمانی: Bezirk Bialystok) واحدی اداری از آلمان نازی بود که در زمان جنگ جهانی دوم و پس از عملیات بارباروسا (حمله به اتحاد جماهیر شوروی) ایجاد شد. این منطقه در جنوب شرقی پروس خاوری، در شمال شرقی لهستان فعلی، و همچنین در بخش‌های مجاور کوچکتری از بلاروس و لیتوانی امروزین واقع شده بود.
این سرزمین در شرق خط مولوتوف–ریبنتروپ قرار داشت و در نتیجه توسط اتحاد جماهیر شوروی اشغال شد و زیر جمهوری شوروی سوسیالیستی بلاروس قرار گرفت. پس از حمله آلمان به اتحاد جماهیر شوروی در ژوئن ۱۹۴۱، بخش غربی بلاروس شوروی (که تا سال ۱۹۳۹ متعلق به جمهوری لهستان بود) تحت اداره مدنی آلمان (Zivilverwaltungsgebiet) قرار گرفت. این منطقه به عنوان «بِتزیرک بیاویستوک» از سال ۱۹۴۱ تا ۱۹۴۴ تحت اداره آلمان بود بدون اینکه به‌طور رسمی در رایش آلمان ادغام شود.
این منطقه به دلیل اهمیتی که از دیدگاه نظامی به عنوان یک سر پل در ساحل نمان برایش متصور بود، تأسیس شد. آلمان بنا به ادعای تاریخی ناشی از سومین تجزیه لهستان، که بیاویستوک را از ۱۷۹۵ تا ۱۸۰۶ به پادشاهی پروس داده بود، حتی در طول جنگ جهانی یکم تمایل داشت تا این منطقه را به خاک خود منضم کند. برخلاف دیگر سرزمین‌های لهستان شرقی که پس از جنگ جهانی دوم به‌طور دائم به خاک اتحاد جماهیر شوروی ضمیمه شدند، بیشتر سرزمین‌های منطقه بیاویستوک بعدها به لهستان بازگردانده شدند.

## تاریخچه
پس از آغاز عملیات بارباروسا علیه اتحاد جماهیر شوروی، سربازان در حال پیشروی ورماخت ۳۷۹ نفر را در این منطقه به قتل رساندند، ۳۰ دهکده را «آرام» ساختند، و ۶۴۰ خانه و ۱٬۳۸۵ ساختمان صنعتی را در منطقه سوزاندند. گردان پلیس ۳۰۹ در ۲۷ ژوئن ۱۹۴۱ حدود ۲۰۰۰ یهودی را در کنیسه بزرگ بیاویستوک سوزاند.
نخستین فرمان برای اجرای مدیریت مدنی در این مناطق تازه اشغال شده در ۱۷ ژوئیه ۱۹۴۱ صادر شد. مرزهای این منطقه از برآمدگی جنوب شرقی پروس خاوری (مثلث سوواوکی) در راستای رودخانه نمان تا موستی (به استثنای گرودنو)آغاز می‌شدند، شامل واوکویسک و پروژانی تا رود بوگ در غرب برست-لیتوفسک، و سپس مرزهای دولت عمومی تا پروس خاوری را دنبال می‌کردند.
تا پایان ژوئیه ۱۹۴۱، بیاویستوک تحت مدیریت مقام‌های نظامی بود، سپس به دولت مدنی واگذار شد. «منطقه بیاویستوک» در ۱ اوت ۱۹۴۱ تأسیس شد و همزمان از مناطق عملیاتی ارتش آلمان در اتحاد جماهیر شوروی مستثنی شد. از آن هنگام تا سال ۱۹۴۴، گشتاپو و اس‌اس در این منطقه دست به اعدام زدند، و برای نمونه در جنگل‌های نووسیووکی در نزدیکی خوروشچ که ۴۰۰۰ تن در آن اعدام شدند. در همان هنگام، برخی از مناطق کوچکتر در شرق مرزهای آلمان و شوروی ۱۹۳۹–۱۹۴۱ در منطقه شارفِن‌وایسه در پروس خاوری (اوستروونکا کنونی) ادغام شدند.
مرکز اداری این منطقه شهر بیاویستوک لهستان بود. رئیس عالی پروس خاوری و گاولایتر اریش کخ از کونیگسبرگ (کالینینگراد امروزی) نخست به عنوان کمیسار مدنی برای منطقه، و بعدها به عنوان رئیس اداره مدنی (Chef-der-Zivilverwaltung) گماشته شد.

### کشتارها
هاینریش هیملر در تاریخ ۳۰ ژوئن ۱۹۴۱ از منطقه تازه تشکیل شده بتزیرک بیاویستوک بازدید کرد و گفت که به دلیل خطرات احتمالی جنگ‌های پارتیزانی، نیروهای بیشتری در منطقه مورد نیاز هستند. تعقیب و گریز پس از عقب‌نشینی سریع ارتش سرخ، خلأیی امنیتی را پدیدآورد که نیازمند استقرار فوری نیروهای اضافی بود. به منظور مقابله با این «تهدید تازه»، ستاد گشتاپو اقدام به راه‌اندازی Kommando SS Zichenau-Schroettersburg کرد که تحت هدایت اس‌اس-اوبراشتورمفورر هرمان شاپر از ایستگاه فرعی شروترسبورگ (پوتسک) با مأموریت فوری برای کشتن یهودیان، کمونیست‌ها و همکاران NKVD در سراسر روستاها و شهرهای محلی این منطقه بود. در ۳ ژوئیه، تشکیلات اضافی شوتزپولیتزای، از دولت عمومی فراخوانده شده و به بیاویستوک رسید. این تشکیلات توسط اس‌اس-هاوپت‌اشتورمفورر ولفگانگ بیرکنر، از جمله کهنه‌سربازان آینزاتس‌گروپ ۴ در جریان تهاجم به لهستان در سال ۱۹۳۹، هدایت می‌شد. واحد کمکی، به نام «کماندو بیاویستوک»، توسط اس‌اس-اوبراشتورمبانفورر ابرهارد شونگارت به دستور اداره امنیت اصلی رایش فرستاده شد چرا که گزارش‌هایی مبنی بر فعالیت چریکی شوروی در منطقه با کمک یهودیان به آنها فرستاده شده بود. مرحله نخست آزار و اذیت یهودیان توسط نازی‌ها بیشتر شامل اعمال مجازات جمعی در روستاهای گوناگونی بود که هر نوع تهدید واقعی یا خیالی در آن‌ها شناسایی می‌شد. عملیات ترس‌افکنی برای جلوگیری از کمک به جنبش‌های چریکی طراحی شده بودند، اما بیشتر دست‌آویزی برای به‌صف‌کشی و آزار و اذیت یهودیان محلی قرار گرفتند. ساختمان‌های مورد هدف نابود می‌شدند، اموالشان به سرقت می‌رفت، و جوامع محلی کشته یا به اردوگاه‌های کاری یا زندان‌ها فرستاده می‌شدند. گروپنفورر نِبه در ۱۴ نوامبر ۱۹۴۱ به برلین گزارش داد که تا آن هنگام ۴۵٬۰۰۰ تن از این افراد حذف شده‌اند.
در ۱ نوامبر ۱۹۴۱، شهر گرودنو (محل گتو گرودنو که در همان هنگام تأسیس شده بود) و مناطق مجاور آن از رایخس‌کومیساریات اوستلاند به منطقه بیاویستوک منتقل شدند.